# Ausschuss für die Rechte der Frau und die Gleichstellung der Geschlechter

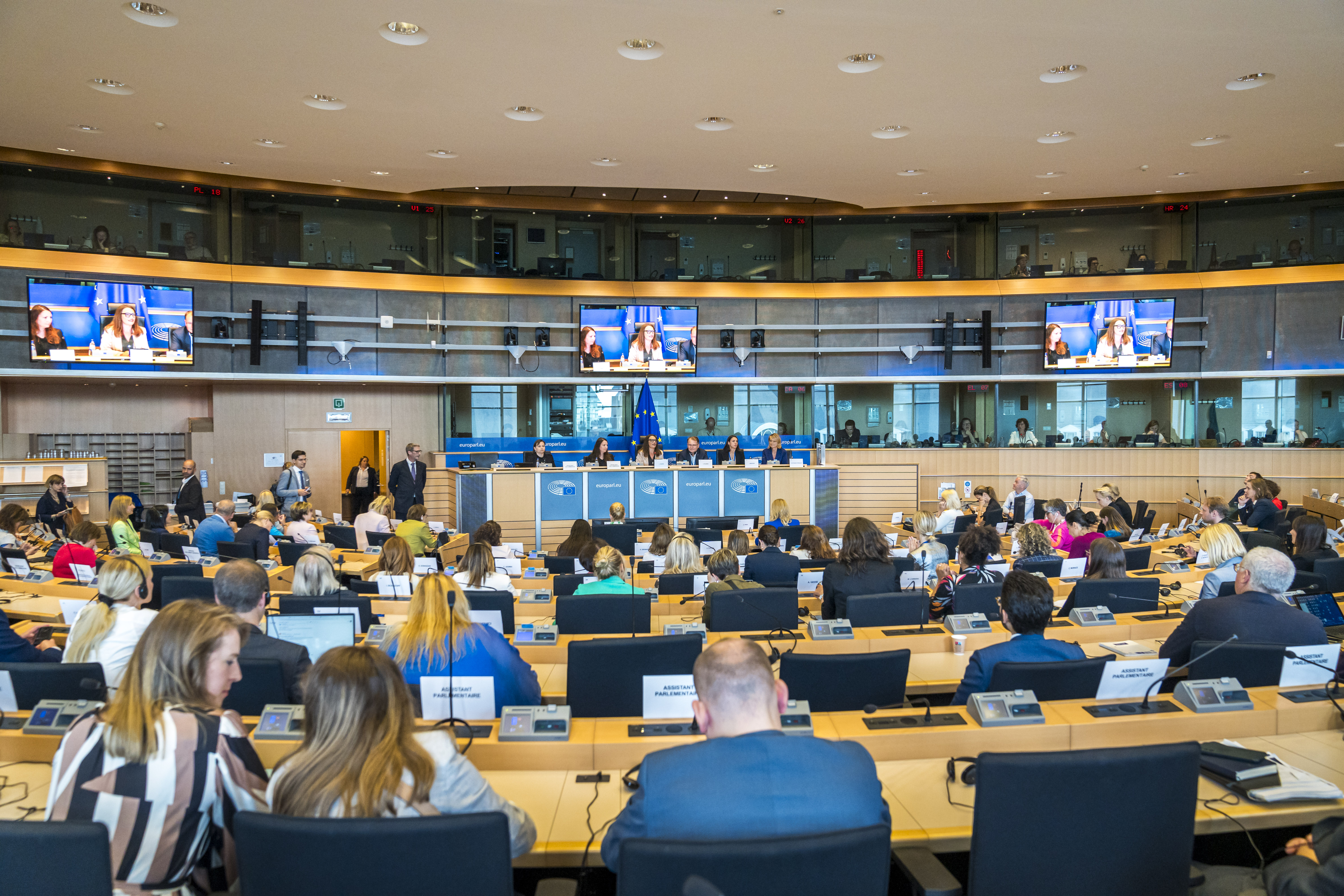
Blick in den Ausschuss bei dessen konstituierender Sitzung der 10. Wahlperiode im Juli 2024

Der Ausschuss für die Rechte der Frau und die Gleichstellung der Geschlechter (englisch Committee on Women's Rights and Gender Equality, französisch Commission des droits des femmes et de l'égalité des genres, kurz FEMM) ist einer der 20 Ausschüsse des Europäischen Parlaments. Er ging aus dem 1979 gebildeten Ad-hoc-Ausschuss für die Rechte der Frau und Chancengleichheit hervor, der 1984 zu einem ständigen Ausschuss im Europäischen Parlament wurde. Ausschussvorsitzende ist seit Juli 2024 Lina Gálvez Muñoz (PSOE/S&D).
Zu den Zuständigkeiten des Ausschusses gehört die Förderung von Frauenrechten in der Europäischen Union und in Drittländern, die Gleichstellung der Geschlechter und die Bekämpfung von Diskriminierung insbesondere in der Arbeitswelt und die Umsetzung von Gender-Mainstreaming in der EU.
Bei der Europäischen Kommission fällt die Gleichheit der Geschlechter in das Ressort des Kommissars für Beschäftigung, soziale Angelegenheiten und Chancengleichheit.

## Vorsitzende (Auswahl)

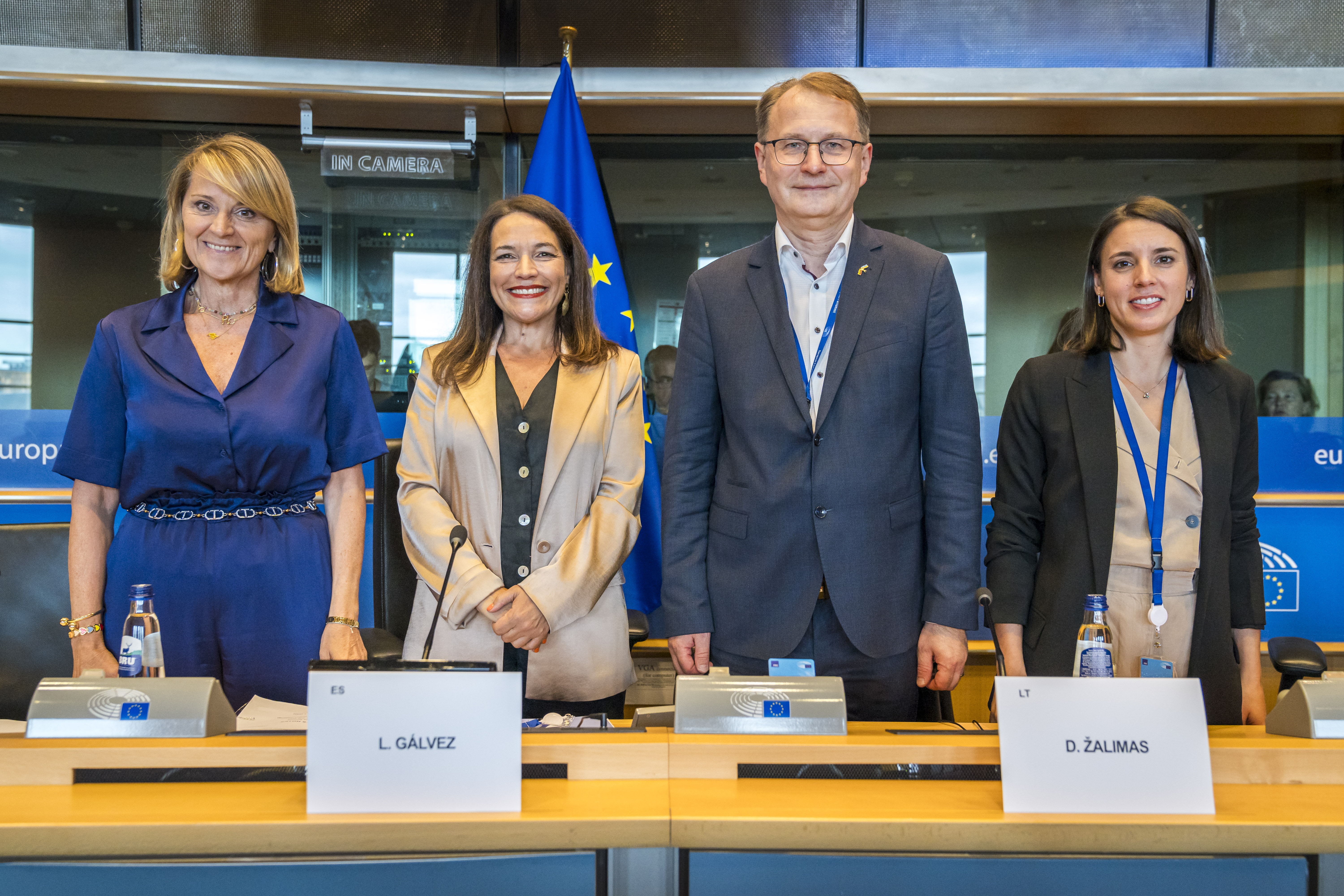
Ausschussvorsitzende der 10. Wahlperiode (2024–2029, v. l. n. r.): Rosa Estaràs Ferragut, Lina Gálvez Muñoz, Dainius Žalimas und Irene Montero

- 2009–2011: Eva-Britt Svensson (Vänsterpartiet/GUE-NGL)
- 2011–2014: Mikael Gustafsson (Vänsterpartiet/GUE-NGL)
- 2014–2017: Iratxe García Pérez (PSOE/S&D)
- 2019–2022: Evelyn Regner (SPÖ/S&D)[3]
- 2022–2024: Robert Biedroń (Nowa Lewica/S&D)
- Seit Juli 2024: Lina Gálvez Muñoz (PSOE/S&D)[2]